# Acidi dioici
Gli acidi dioici sono una classe di composti organici alifatici (e raramente aromatici o misti); gli alifatici sono costituiti da una catena idrocarburica con le due estremità carbossiliche (-COOH).
Si distinguono tre sottoclassi:
- acidi alcandioici (di formula bruta CnH2n-2O4);
- acidi alchendioici (di formula bruta CnH2n-4O4);
- acidi alchindioici (di formula bruta CnH2n-6O4).

## Altri nomi
Secondo le regole di nomenclatura IUPAC i composti idrocarburici che presentano due gruppi carbossilici devono essere chiamati acidi dioici. Tradizionalmente ci si riferisce a questa classe di composti come acidi dicarbossilici o più correttamente in italiano acidi bicarbossilici.

## Nomenclatura IUPAC e tradizionale
La regola ufficiale (internazionalmente riconosciuta) prevede che si usino le stesse regole utilizzate per gli acidi carbossilici, con l'unica differenza del suffisso, -dioico invece che -oico. (e.g. acido propandioico, HOOC-CH2-COOH). Per riconoscere un acido dioico basta individuare i due gruppi carbossilici terminali e contare il numero complessivo dei carboni presenti nella catena principale, la più lunga. Le regole per la nomenclatura IUPAC possono essere schematizzate come segue:
- la prima parola è sempre "acido" (gruppo seniore);
- la seconda parola è composta da tre parti:
  - un prefisso variabile a seconda del numero di carboni della catena principale (et-, prop-, but-, penta-, esa-, ecc.);
  - una seconda parte: "-an-" per catene sature, "-en-" per catene insature con almeno un legame doppio, "-in-" per catene insature con almeno un legame triplo, fra due atomi di carbonio adiacenti;
  - un suffisso invariante "-dioico";
- nel caso di isomeria geometrica generata da doppi legami, si inserisce "cis-" oppure "trans-" tra la prima e la seconda parola, indicando la posizione del doppio legame con un numero arabo orientato a sinistra nella catena (e.g. -n-).

I prefissi utilizzati, tranne per il primo (-met), sono gli stessi a cui si ricorre per la nomenclatura degli alcani. Classicamente si considera l'acido etandioico come il più semplice acido dioico. Per la nomenclatura tradizionale, la prima parola è sempre "acido". La seconda è un nome definito sistematicamente dalla nomenclatura IUPAC, specialmente nel caso di catene ramificate, anche se spesso vengono utilizzati nomi di fantasia.
Per gli acidi aromatici dioici o misti, il terminale benzoico può essere posto agli estremi della catena (acido aromatico dioico), oppure in una posizione intermedia lungo la catena alifatica. La nomenclatura diviene ovviamente più complessa. 
| Prefisso IUPAC | Atomi di carbonio | Nome comune       | Nome IUPAC           | Formula bruta |  |
| -------------- | ----------------- | ----------------- | -------------------- | ------------- |  |
| Et-            | 2                 | Acido ossalico    | Acido etandioico     | C2H2O4        |  |
| Prop-          | 3                 | Acido malonico    | Acido propandioico   | C3H4O4        |  |
| But-           | 4                 | Acido succinico   | Acido butandioico    | C4H6O4        |  |
| Pent-          | 5                 | Acido glutarico   | Acido pentandioico   | C5H8O4        |  |
| Es-            | 6                 | Acido adipico     | Acido esandioico     | C6H10O4       |  |
| Ept-           | 7                 | Acido pimelico    | Acido eptandioico    | C7H12O4       |  |
| Ott-           | 8                 | Acido suberico    | Acido ottandioico    | C8H14O4       |  |
| Non-           | 9                 | Acido azelaico    | Acido nonandioico    | C9H16O4       |  |
| Dec-           | 10                | Acido sebacico    | Acido decandioico    | C10H18O4      |  |
| Dodec-         | 12                |                   | Acido dodecandioico  | C12H22O4      |  |
| Tridec-        | 13                | Acido brassilico  | Acido tridecandioico | C13H24O4      |  |
| Esadec-        | 16                | Acido tapsico     | Acido esadecandioico | C16H30O4      |  |
| Docos-         | 22                | Acido fellogenico | Acido docosandioico  | C22H42O4      |  |

Insaturi a quattro atomi di carbonio (l'insaturazione tra i carboni 2 e 3 genera una isomeria cis/trans, di grande importanza funzionale):
| Prefisso IUPAC | Atomi di carbonio | Nome comune    | Nome IUPAC          | Formula bruta | Isomeria |  |
| -------------- | ----------------- | -------------- | ------------------- | ------------- | -------- |  |
| But-           | 4                 | Acido fumarico | Acido E-butendioico | C4H4O4        | Trans    |  |
| But-           | 4                 | Acido maleico  | Acido Z-butendioico | C4H4O4        | Cis      |  |

| Orientamento | Atomi di carbonio | Nome comune       | Nome IUPAC                     | Formula molecolare |  |
| ------------ | ----------------- | ----------------- | ------------------------------ | ------------------ |  |
| orto         | 8                 | Acido ftalico     | acido 1,2-benzendicarbossilico | C8H6O4             |  |
| meta         | 8                 | Acido isoftalico  | Acido 1,3-benzendicarbossilico | C8H6O4             |  |
| para         | 8                 | Acido tereftalico | Acido 1,4-benzendicarbossilico | C8H6O4             |  |